# Discografia di Giorgio Moroder
Questa pagina contiene la discografia di Giorgio Moroder, produttore discografico, compositore e disc jockey italiano.

## Album

### Album in studio
- 1969 – That's Bubble Gum - That's Giorgio
- 1970 – Giorgio
- 1972 – Son of My Father
- 1973 – Giorgio's Music
- 1973 – Spinach 1 (pubblicato come Spinach insieme a Michael Holm)
- 1975 – Einzelgänger (pubblicato come Einzelgänger)
- 1976 – Knights in White Satin
- 1977 – From Here to Eternity
- 1978 – Giorgio And Chris - Love's in You, Love's in Me
- 1979 – E=MC²
- 1983 – Solitary Men (con Joe Esposito)
- 1985 – Innovisions
- 1985 – Philip Oakey & Giorgio Moroder (con Philip Oakey)
- 1990 – To Be Number One (Un'estate italiana con Edoardo Bennato & Gianna Nannini )
- 1992 – Forever Dancing
- 2015 – Déjà vu

### Raccolte
- 1985 – From Here to Eternity... And Back
- 1996 – 16 Early Hits
- 2001 – The Best of Giorgio Moroder

### Colonne sonore
- 1978 – Midnight Express (Music from the Original Motion Picture Soundtrack)
- 1978 –Thank God It's Friday Soundtrack album (AA.VV.)
- 1978 – Music from "Battlestar Galactica" and Other Original Compositions
- 1980 – American Gigolo - Original Soundtrack Recording
- 1980 – Foxes (A donne con gli amici) Original Soundtrack
- 1982 – Cat People - Original Soundtrack
- 1983 – Scarface
- 1984 – The NeverEnding Story (con Klaus Doldinger)
- 1984 – Metropolis - Original Motion Picture Soundtrack (AA.VV.)
- 1987 – The Fight colonna sonora di Over the Top (AA.VV.)
- 1988 – Mamba - Original Motion Picture Soundtrack
- 1990 – The Neverending Story II (The Next Chapter) (con Robert Folk)
- 2016 – Tron RUN/r Original Soundtrack (con Raney Shockne)
- 2018 – Queen Of The South Tv Series Soundtrack (con Raney Shockne)

## Singoli
- 1965 – Cerca (Di Scordare) / Shaba-Dahba-Dahbadah
- 1965 – Baby Courreges / Warum Hoer' Ich Nichts Von Dir (come Rock Romance)
- 1966 – Bla, Bla Diddly / How Much Longer Must I Wait, Wait (come Giorgio and The Morodians)
- 1967 – Stop / Believe in Me (DET, DIP 006; come George)
- 1967 – Mr. Strauss / Alle Analphabeten - auf die Plätze fertig los! (come Johnny Schilling)
- 1968 – Moody Trudy / Stop (Alternative Version)
- 1968 – Yummy, Yummy, Yummy / Make Me Your Baby (Miura, PON NP 40078; come George)
- 1969 – Monja / Raggi di sole (Miura, PON NP 40085; come George)
- 1969 – Looky, Looky / Happy Birthday
- 1969 – Aquarius (Let The Sunshine In) / Gimme, Gimme Good Lovin
- 1969 – Mony, Mony / Tempo D'amore (Miura, PON NP 40087; come George)
- 1970 – Luky Luky / Senza te, Senza me (First, FR 5006; come George)
- 1970 – Lina con la Luna / Risi e Bisi (come George)
- 1970 – Arizona Man / Sally Don't You Cry
- 1970 – Arizona Man (Jerk) / So Young (Slow)
- 1970 – America, America / Rhythm Of Love (come Spinach)
- 1971 – Action Man (Part 1) / Action Man (Part 2) (come Spinach)
- 1971 – Underdog / Watch Your Step
- 1971 – Son Of My Father / I’m Free Now
- 1971 – Everybody Join Hands / London Traffic
- 1971 – Non ci sto / Tu sei mio padre (Dischi Ricordi - Serie Internazionale, SIR 20.164; come Giorgio)
- 1972 – (Sweet Sixteen) You Know What I Mean / Knockin' On Your Door (come Spinach)
- 1972 – Son Of My Father / Underdog
- 1972 – Son Of My Father (Part 1) / Son Of My Father (Part 2)
- 1972 – Lord (Release Me) / Tears (come Children Of The Mission)
- 1972 – Today’s A Tomorrow (You Worried 'Bout Yesterday) / Pauline
- 1972 – Take It, Shake It, Break My Heart / Spanish Disaster
- 1972 – The Future Is Past / Blue Jean Girl
- 1973 – Looky, Looky / I'm A Bum  (come Spinach)
- 1973 – Lonely Lovers’ Symphony / Crippled Words
- 1973 – Heaven Helps the Man (Who Helps Himself) / Sandy
- 1973 – Hilf Dir Selbst / Geh Zu Ihm
- 1974 – Marrakesh / Nostalgie
- 1974 – Lie, Lie, Lie / Collico
- 1974 – Born to Die / Strongest of the Strong Archiviato il 10 maggio 2019 in Internet Archive. (Central Park Records, DE 3012; come Giorgio's Common Cause)
- 1975 – Rock Me to My Soul / Dark and Deep and Inbetween (come Giorgio's Common Cause)
- 1976 – Knights in White Satin / I Wanna Funk with You Tonite (Durium, DE 2895)
- 1977 – Let the Music Play / Oh l'amour (Durium, DE 2919; non apparso in LP)
- 1977 – From Here to Eternity / Utopia (Durium, DE 2951)
- 1978 – Love's in You / I Can't Wait (Durium, DE 3011; come Giorgio & Chris)
- 1978 – Love Is You / Love Trap (come The Beepers)
- 1978 – Chase
- 1979 – Baby Blue / If You Weren't Afraid (Durium, DE 3110)
- 1983 – Flashdance colonna sonora
- 1984 – Reach Out (CBS, A-4570)
- 1984 – Together in Electric Dreams (Virgin, VIN 45121)
- 2013 – Racer - Original Music For A Chrome Experiment By Giorgio Moroder.
- 2014 – Giorgio's Theme 2014  (Adult Swim Singles 2014)
- 2014 – 74 Is the New 24
- 2015 – Right Here, Right Now (con Kylie Minogue)
- 2015 – Déjà vu (con Sia)
- 2015 – Tom's Diner (con Britney Spears)
- 2016 – Good for Me (con Karen Harding)
- 2021 – Preludio Remix (FPT Industrial)[1]

## Collaborazioni e partecipazioni
- Donna Summer – Love to Love You Baby (1975) e altri
- Roberta Kelly – Trouble Maker (1976)
- The Three Degrees – New Dimensions (1978); 3D (1979)
- Sparks –  No. 1 in Heaven (1979); Terminal Jive (1980)
- Japan – Life in Tokyo (1979)
- Blondie – Call Me (1980)
- David Bowie – Cat People (Putting Out Fire) (1982)
- Irene Cara – What a Feelin' (1983)
- María Conchita Alonso – Vamos a bailar (1983)
- Philip Oakey – Together in Electric Dreams (1984)
- Freddie Mercury – Love Kills (1984)
- Pat Benatar – Here's My Heart (1984)
- Sigue Sigue Sputnik – Flaunt It (1985)
- Big Trouble – Big Trouble (1988)
- Eurythmics – Sweet Dreams (Hot Remix) (Giorgio Moroder Remix) (1991)
- KMFDM – Juke-Joint Jezebel (Giorgio Moroder Metropolis Mix) (1995)
- Claire – Broken Promise Land (Giorgio Moroder Remix) (2013)
- Daft Punk – Giorgio by Moroder (2013)
- Haim – Forever (Giorgio Moroder Remix)  (2013)
- Joywave feat. Kopps – Tongues (Giorgio Moroder Remix) (2014)
- Coldplay – Midnight  (Giorgio Moroder Remix) (2014)
- Lady Gaga – I Can't Give You Anything But Love (Giorgio Moroder Remix) (2014)

- Kylie+Garibay – Your Body (2015)
- SISTAR – One More Day (2016)
- Katy Perry – Smile (Giorgio Moroder Remix)  (2020)
- The Weeknd – Big Sleep (2025)